# 薩卡帕省
薩卡帕省 （西班牙語：Departamento de Zacapa）是瓜地馬拉東部的一個省份，東界宏都拉斯。面積2,690平方公里，人口200,167人。首府薩卡帕。
1871年11月10日建省，下分十個自治市。
1. ↑  Citypopulation.de Population of departments in Guatemala